# Hadonahalli, Dod Ballapur
Hadonahalli là một làng thuộc tehsil Dod Ballapur, huyện Bangalore Rural, bang Karnataka, Ấn Độ.